# HD 176707
HD 176707，又名BD+50 2705，SAO 31304、HR 7196，是一颗恒星，视星等为6.3，位于銀經80.84，銀緯19.57，其B1900.0坐标为赤經18h 56m 30.3s，赤緯+50° 19.57′ 12″。